# Associació de Pessebristes de Ciutat Vella
L'Associació de Pessebristes de Ciutat Vella fou fundada el 2008 amb el nom d'Amics del Pessebre de Santa Maria del Mar. Va néixer amb la finalitat de recuperar el pessebre tradicional de la basílica de Santa Maria del Mar, objectiu que va completar després de construir un pessebre de 32 m2, situat a la cripta de sota l'altar de l'església. Havent obtingut aquesta fita, els nous propòsits són: la difusió de l'art i la tècnica dels pessebres, la necessitat de la innovació i la investigació en aquest camp i el foment de la creació de pessebres públics.
A banda la construcció del pessebre de la basílica, n'instal·len també un a la seu del districte en què cada any incorporen un element sorpresa. Així mateix, en munten un a la seu de la Coordinadora de Geganters de Barcelona i un altre d'humorístic a la Casa dels Entremesos, fet amb figures de iakaré que representen els gegants i la imatgeria festiva de la Ciutat Vella. A més, organitzen exposicions de diorames de l'Escola-Taller de Pessebres de Barcelona, creada per l'associació, i xerrades relacionades amb la tradició pessebrista. Des del 2012, programen visites de l'Esperit de Nadal a diversos indrets de la ciutat. L'Esperit de Nadal és un capgròs que duu sobre la calba un petit pessebre renovat cada any.